# Thelyphonus kraepelini
Thelyphonus kraepelini är en spindeldjursart som beskrevs av Speijer 1931. Thelyphonus kraepelini ingår i släktet Thelyphonus och familjen Thelyphonidae. Inga underarter finns listade i Catalogue of Life.